# Nupserha insignis
Nupserha insignis är en skalbaggsart som beskrevs av Aurivillius 1911. Nupserha insignis ingår i släktet Nupserha och familjen långhorningar. Inga underarter finns listade i Catalogue of Life.